# Vila de Punhe
Vila de Punhe é uma freguesia portuguesa do município de Viana do Castelo, com 6,03 km² de área e 2064 habitantes (censo de 2021). A sua densidade populacional é 342,3 hab./km².

## Geografia
Situa-se na margem esquerda do Rio Lima e na margem direita do Rio Neiva. Vila de Punhe detém a categoria de freguesia e localiza-se a cerca de uma dezena de quilómetros da sede de concelho. A freguesia é limitada a norte por Vila Franca (Viana do Castelo) e pela união de freguesias de Subportela, Deocriste e Portela Susã, a oeste pela união de freguesias de Mazarefes e Vila Fria e Alvarães (Viana do Castelo), a sul pela freguesia de Fragoso (Barcelos) e a este pela União das freguesias de Barroselas e Carvoeiro  e por Mujães.

## História
Diversos vestígios arqueológicos e evidências estão presentes no Castro de Roques, denotando a longa ocupação humana do território, desde tempos pré-históricos. Existem referências a Punia desde o século XIII.

## Demografia
A população registada nos censos foi:
| Distribuição da População por Grupos Etários | Distribuição da População por Grupos Etários | Distribuição da População por Grupos Etários | Distribuição da População por Grupos Etários | Distribuição da População por Grupos Etários |
| -------------------------------------------- | -------------------------------------------- | -------------------------------------------- | -------------------------------------------- | -------------------------------------------- |
| Ano                                          | 0-14 Anos                                    | 15-24 Anos                                   | 25-64 Anos                                   | > 65 Anos                                    |
| 2001                                         | 408                                          | 329                                          | 1245                                         | 418                                          |
| 2011                                         | 295                                          | 272                                          | 1223                                         | 483                                          |
| 2021                                         | 206                                          | 192                                          | 1082                                         | 584                                          |

## Acessibilidades
A freguesia é atravessada pela ER 308 e servida por comboio pela Linha do Minho através do Apeadeiro de Senhora das Neves.

## Património
- Castro de Roques
- Calvário de Arques
- Cruzeiro do Senhor da Saúde
- Mesa dos Três Abades
- Moinho do Inácio
- Museu do Mel e do Caulino